# 셀레스테 시드
셀레스테 시드(Celeste Cid, 1984년 1월 19일 ~ )는 아르헨티나의 배우, 가수이다.

## 출연 작품
- 더 미싱 파트 (2014)
- 아이레 리브레 (2014)
- 나의 독일인 친구 (2012)